# John Fields
John Fields (* in Boston, Minnesota) ist ein US-amerikanischer Musikproduzent, Musiker und Songwriter. Er arbeitete bereits mit zahlreichen international erfolgreichen Künstlern zusammen, unter anderem zählten bereits Pink, Miley Cyrus, die Jonas Brothers, Demi Lovato und Selena Gomez & the Scene zu seinen Kooperationspartnern.

## Karriere
John Fields ist überwiegend für seine zahlreichen Kooperationen mit Künstlern des Labels Hollywood Records bekannt. In diesem Zusammenhang trat er seit 2007 sowohl als Songwriter und Produzent als auch als Instrumentalist in Erscheinung. So verhalf er unter anderem den Jonas Brothers und Demi Lovato zum nationalen und internationalen Durchbruch. Seit 2008 ist er zudem Mitglied der Band Nick Jonas & the Administration, für die er Bass spielt und auch das Debütalbum produzierte.

## Produktion (Auswahl)
Diese Liste ist nur eine Auswahl, eine vollständige Ausführung kann man der folgenden Quelle entnehmen.
- 1993 – The Commodores – No Tricks
- 1995 – The Rembrandts – LP
- 2000 – Evan & Jaron – Evan and Jaron
- 2001 – Andrew W.K. – I Get Wet
- 2001 – Semisonic – All About Chemistry
- 2003 – Switchfoot – Beautiful Letdown
- 2003 – Lillix – Falling Uphill
- 2003 – Delta Goodrem – Innocent Eyes
- 2003 – Mandy Moore – Coverage
- 2003 – Pink – Try This
- 2004 – Delta Goodrem – Mistaken Identity
- 2005 – Switchfoot – Nothing Is Sound
- 2005 – Backstreet Boys – Never Gone
- 2006 – Switchfoot – Oh! Gravity.
- 2007 – Jonas Brothers – Jonas Brothers
- 2007 – Lifehouse – Who We Are
- 2007 – Rooney – Calling the World
- 2007 – Jimmy Eat World – Chase This Light
- 2008 – Jonas Brothers – A Little Bit Longer
- 2008 – Miley Cyrus – Breakout
- 2008 – Demi Lovato – Don’t Forget
- 2008 – Jon McLaughlin – OK Now
- 2009 – Jonas Brothers – Lines, Vines and Trying Times
- 2009 – Selena Gomez & the Scene – Kiss & Tell
- 2009 – Demi Lovato – Here We Go Again
- 2009 – Parachute – Losing Sleep
- 2010 – Jonas Brothers – Jonas L.A.
- 2010 – Nick Jonas & the Administration – Who I Am
- 2010 – Goo Goo Dolls – Something for the Rest of Us
- 2011 – The Summer Set – Everything's Fine
- 2011 – Daryl Hall – Laughing Down Crying
- 2011 – Allstar Weekend – All the Way
- 2011 – Parachute – Way It Was
- 2011 – All Time Low – Dirty Work